# Claudio González Landeros
Claudio Iván González Landeros (Curicó, Región del Maule, Chile, 26 de abril de 1990) es un futbolista chileno. Juega como Portero y actualmente milita en Everton en la Primera División de Chile.

## Trayectoria
Formado en las divisiones inferiores del club Universidad de Chile, Pasó a formar parte del plantel del club deportivo Curicó Unido, para luego en jugar en el club Deportes Linares con el cual lograría el ascenso a la Segunda División Profesional de Chile el año 2011, desempeñando un gran papel como portero y capitán del equipo. Luego de su paso por Linares, arribaría al club San Antonio Unido y en el año 2013, el portero chileno nuevamente migraría de club, esta vez a un club que milita en la Primera B de Chile, llegaría a Unión San Felipe. En 2015 se une al plantel de Everton de Viña del Mar. Tras una gran campaña con Everton y consiguiendo el ascenso a la primera división con ese elenco, cambiaría de club, esta vez a Deportes Copiapó. Tras una temporada irregular, debido a una lesión, arribaría en 2017 al club Unión La Calera.
Aparte tiene un Ahijado llamado Joaquin Landeros el cual era profesional del ámbito competitivo de Fortnite, y actualmente Cantante de Rkt y Cumbia villera y Trap, su nombre es Gonza el creador.

## Clubes
| Club                  | País  | Año       |
| --------------------- | ----- | --------- |
| Curicó Unido          | Chile | 2009-2010 |
| Deportes Linares      | Chile | 2011-2012 |
| San Antonio Unido     | Chile | 2013      |
| Unión San Felipe      | Chile | 2013-2015 |
| Everton               | Chile | 2015-2016 |
| Deportes Copiapó      | Chile | 2016-2017 |
| Unión La Calera       | Chile | 2017-2018 |
| Cobreloa              | Chile | 2019      |
| Deportes Puerto Montt | Chile | 2020-2021 |
| Deportes Temuco       | Chile | 2022      |
| Unión La Calera       | Chile | 2022      |
| Everton               | Chile | 2023-Act. |

## Palmarés

### Títulos nacionales
| Título    | Club             | País  | Año    |
| --------- | ---------------- | ----- | ------ |
| Tercera B | Deportes Linares | Chile | 2011   |
| Primera B | Unión La Calera  | Chile | 2017-T |